# Macrospondylus
Macrospondylus is een geslacht van uitgestorven machimosauride thalattosuchiërs uit het Vroeg-Jura (Toarcien) van West- en Centraal-Europa.

## Taxonomie
Macrospondylus werd lang beschouwd als een jonger synoniem van Steneosaurus na Lydekker (1888), wat ertoe leidde dat het type M. bollensis werd geclassificeerd als S. bollensis. Johnson et al. (2020) herstelden het geslacht Steneosaurus parafyletisch met betrekking tot Machimosaurus en Lemmysuchus, en herrezen Macrospondylus voor S. bollensis.